# The Babysitter
The Babysitter är en amerikansk film från 1995 av Guy Ferland med bland andra Alicia Silverstone.

## Handling
Familjen Tucker har skaffat en barnvakt som visar föra med sig ondska och död.

## Om filmen
Filmen spelades in i juni och juli 1994 i Pasadena, Kalifornien, USA. Den hade världspremiär i USA den 17 oktober 1995 och svensk premiär på video i april 1996.

## Rollista (komplett)
- Alicia Silverstone - Jennifer
- Jeremy London - Jack
- J.T. Walsh - Harry Tucker
- Lee Garlington - Dolly Tucker
- Nicky Katt - Mark
- Lois Chiles - Bernice Holsten
- George Segal - Bill Holsten
- Ryan Slater - Jimmy
- Brittany English Stephens - Bitsy
- Tuesday Knight - servitris
- Eric Menyuk - Joe
- Matthew Kimbrough - lång man
- Jane Alden - Wilma
- Noel Evangelisti - Audrey
- Michael Chieffo - ung man
- Hal Fort Atkinson III - polis
- Monty Silverstone - brittisk partygäst
- Cameron Corwin Fuller - Tuckers baby

## Musik i filmen
- Fair Game, skriven och framförd av Brendan Lynch
- Sly Din, skriven av Danny Atkins, framförd av The Cruel Sea
- All Sideways, skriven av Chick Graning, framförd av Scarce
- Gonna Miss Your Love, skriven av Charles E. Collins och David Harvey, framförd av Finis Tasby
- Blues at the Ladies, skriven av Loek Dikker, framförd av The Waterland Studio Band
- Trash the Night, skriven av Scott Baggett och Randy Moore, framförd av The Velcro Pygmies
- Take the S-Bahn, skriven av Loek Dikker, framförd av The Waterland Sextet
- Drinkin' Bad Whiskey, skriven av Finis Tasby och Deacon Jones, framförd av Finis Tasby
- The Night Coach, skriven av Loek Dikker, framförd av The Waterland Sextet
- I Lie Still, skriven och framförd av Brendan Lynch
- Just A Kiss, skriven av Lowell Fulson, framförd av Finis Tasby
- Hate, skriven och framförd av Iggy Pop